# Dubiecko
Dubiecko (pronunciación en polaco: /duˈbjɛt͡skɔ/; en yidis: דיבעצק‎, romanizado: Dubetzk; en ucraniano: Дубецько, romanizado: Dubetsʹko) es una ciudad en condado de Przemyśl, Voivodato de Subcarpacia, en el sureste de Polonia. Es la sede del gmina (distrito administrativo) llamado Gmina Dubiecko. Se encuentra aproximadamente 28 kilómetros (17 mi) al oeste de Przemyśl y 36 km (22 mi) al sureste de la capital regional Rzeszów.
El pueblo tiene una población de 1.150 habitantes.

## Historia

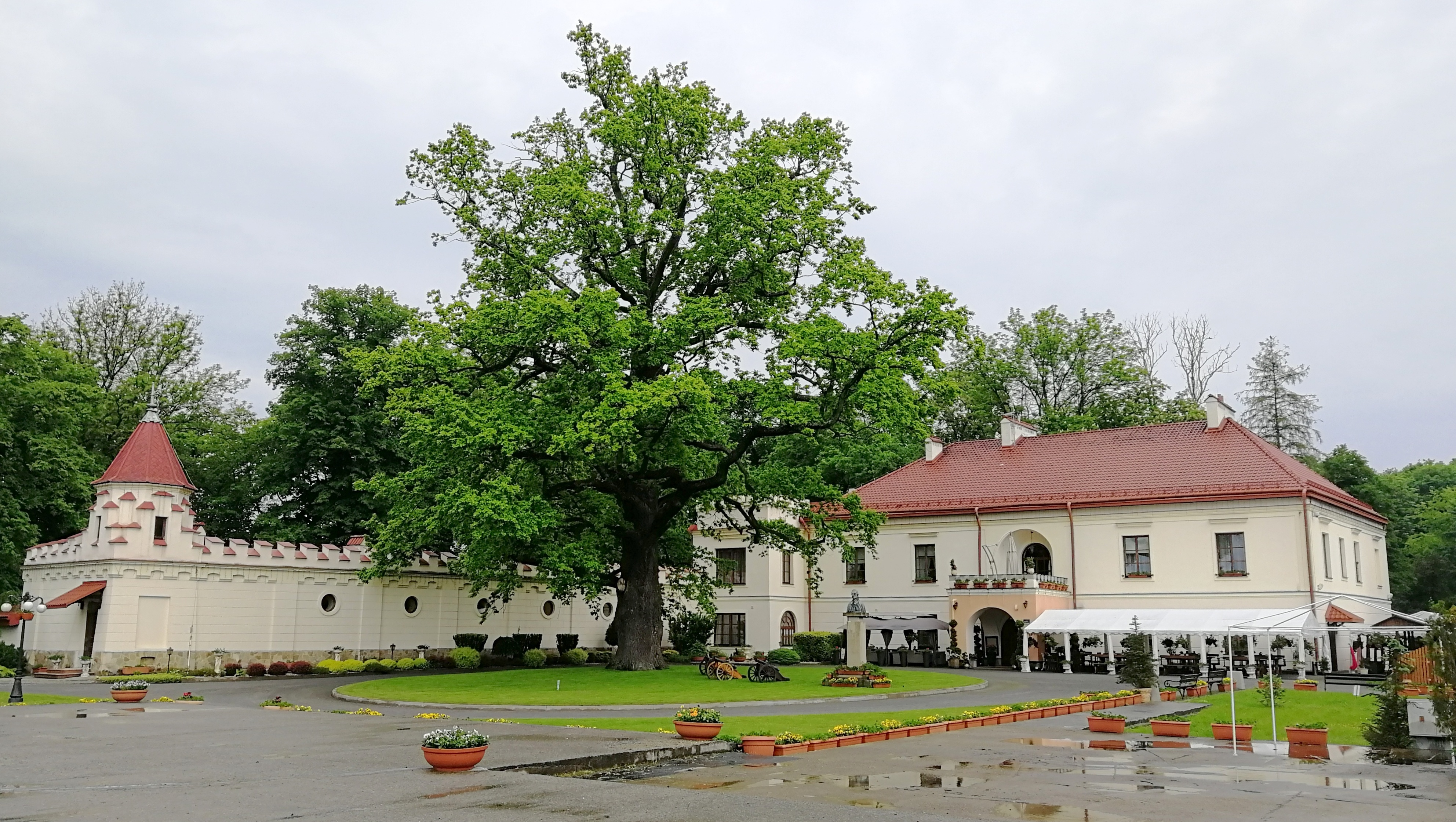
Castillo de Dubiecko

En 1389, el rey polaco Władysław II Jagiełło concedió la aldea real de Dubiecko al castellano Piotr Kmita. En 1407, el rey Władysław II concedió derechos de ciudad, mientras que Piotr Kmita estableció una iglesia parroquial católica.
Como resultado de la Primera partición de Polonia, en 1772, la ciudad fue anexada por Monarquía de los Habsburgo de Austria y formó parte del recién formado Reino de Galicia y Lodomeria, dentro del cual estaba ubicado administrativamente en el condado de Przemyśl (Bezirkshauptmannschaft). Después de la Primera Guerra Mundial, en 1918 Polonia recuperó la independencia y el control de la ciudad.

### Historia judía
La ciudad tenía alrededor de 1000 judíos, la mayoría de ellos jasídicos (ultra ortodoxos) y varios sionistas religiosos.
El 17 de septiembre de 1939 (en el día de ayuno judío 'Gedalya') los soldados alemanes entraron en Dubiecko, dos días después de la matanza de los judíos de Dynów en el segundo día de Rosh Hashaná (15 de septiembre de 1939). 1939). Atraparon a 11 judíos y los mataron, quemaron las sinagogas y golpearon a los hombres que intentaban salvar los rollos sagrados, incluidos los rabinos.[cita requerida]
Una semana después (víspera de la semana de festividades de Sucot), el 27 de septiembre se ordenó a los judíos restantes que se reunieran en la plaza del pueblo. Desde allí los hicieron cruzar la frontera y el río San, mientras los golpeaban y brutalizaban, hasta llegar a territorio soviético. Algunos se ahogaron durante la travesía. Los campesinos de ambos lados del río robaron a los judíos las pequeñas posesiones que tenían. Algunos terminaron en Przemyśl otros en Lwów. Muchos perecieron en el camino. El joven Rebe de la ciudad murió con su esposa en Przemyśl, después de regresar de Jerusalén a Polonia justo antes de la guerra. La mayoría de los judíos restantes murieron más tarde después de la Operación Barbarroja en junio de 1941, casi dos años después.

## Personas notables
- Ignacy Krasicki (1735-1801), poeta, obispo, dramaturgo, enciclopedista polaco, príncipe-obispo de Warmia, arzobispo de Gniezno y primado de Polonia.

## Deportes
El club de fútbol local es Pogórze Dubiecko. Compite en las ligas inferiores.